# Марієт Кеммер
Марієтт Кеммер (нар. 1953) — люксембурзька співачка-сопрано, яка виступала на концертах та операх в Європі та Сполучених Штатах. Сьогодні викладає в консерваторії в Еш-сюр-Альзетт

## Ранні роки та освіта
Донька люксембурзького піаніста Жана-П'єра Кеммера, Марієтта народилася в місті Люксембург 29 листопада 1953 року. З 9 років вона навчалася віолончелі в Люксембурзькій консерваторії, а потім у 13 років почала співати. Після закінчення школи вона спочатку провела три роки в школі Opéra Studio в Брюсселі, потім закінчила навчання в Musikhochschule Rheinland в Дюссельдорфі. Перебуваючи в Брюсселі, вона спершу співала другорядні партії в операх в La Monnaie, а потім зіграла свої перші головні ролі в Der Rosenkavalier (Софі), The Magic Flute (Pamina) і Carmen (Micaëla), коли їй було 24 роки.

## Кар'єра
Протягом багатьох років Марієтт Кеммер співала практично у всіх грандіозних концертних залах та оперних театрах Європи. У всьому світі вона зіграла приблизно в 900 оперних виставах, але, на диво, з'явилася лише в трьох у своєму рідному Люксембурзі. Після свого дебюту в La Monnaie вона швидко розпочала свою міжнародну кар'єру, співаючи в сольних концертах та операх у Копенгагені, Лас-Пальмасі, Сан-Франциско та Празі. Нині вона виступала у понад 100 містах, у 70 оперних театрах із близько ста різноманітних оркестрів. Серед її престижних майданчиків — оперні театри Відня, Мюнхена, Берліна, Гамбурга, Дрездена, Франкфурта, Цюриха, Женеви та Верони, а також такі концертні зали, як Beethovenhalle (Бонн), Konzerthaus (Відень), Salle Pleyel (Париж) і Rudolfinum. (Прага). З 2003 року вона викладала в консерваторії д'Еш-сюр-Альзетт на півдні Люксембургу.

## Дискографія
- 2003: «Джозеф Йонген: Мелодії з оркестром», Марієт Кеммер, сопрано, Філармонічний оркестр Монте-Карло, диригент П'єр Бартоломе, CD Cyprus CYP1635
- 2000: «Артур Онеггер: Семіраміда», симфонічний оркестр RTL, режисер: Леопольд Хагер, компакт-диск Литаври, 2000
- 1996: «Metz Opéra-Théatre-Arias», Россіні; Моцарт; Берліоз; Глюк; Гуно, Жиль Рагон (тенор); Марієт Кеммер (сопрано); Ніколя Кавальє (бас); Клер Бруа (сопрано), Лотарингський філармонічний оркестр, Discovery Records Ltd